# Cantspeak
Cantspeak – drugi singel promujący album Danzig 4 amerykańskiego zespołu Danzig. Wydany w lutym 1995 roku.

## Lista utworów
1. "Cantspeak"
2. "Cantspeak" (Edit)
3. "Twist Of Cain" (Live)
4. "Dirty Black Summer" (Live)

## Twórcy
- Glenn Danzig – śpiew, gitara, pianino
- Eerie Von – gitara basowa
- John Christ – gitara
- Chuck Biscuits – perkusja (utwory 1 i 2)
- Joey Castillo – perkusja (utwory 3 i 4)
- Rick Rubin – produkcja

## Wideografia
- "Cantspeak" – 1994